# Bleekaarde
Bleekaarde (ook volaarde of zwelklei genaamd) is de naam van een speciaal soort kaolien. Deze kleisoort heeft een zeer poreuze structuur en dus een groot inwendig oppervlak. Dit maakt bleekaarde tot een goed adsorptiemiddel.
Bleekaarde kan worden ingezet bij de raffinage en ontkleuring van grondstoffen zoals plantaardige en dierlijke oliën in onder meer margarine, minerale oliën, paraffine, was en dergelijke. Ook in kattenbakgrit wordt het verwerkt. Het neemt allerlei verontreinigingen op, zoals insecticiden en diverse koolwaterstoffen en wordt veel ingezet bij het bleken van diverse stoffen.
Het inwendig oppervlak kan worden geactiveerd met behulp van zwavelzuur, waardoor de structuur van dit oppervlak wordt verbeterd.

## Recycling
Tijdens het gebruik raakt de bleekaarde uiteindelijk verzadigd. De verzadigde bleekaarde kan zodanig worden verwerkt dat de daarin opgenomen vetten weer vrijkomen. Deze kunnen worden gebruikt als technische olie of als biobrandstof. De overblijvende, afgewerkte bleekaarde kan nog worden benut in composteringsbedrijven of biogasinstallaties. In Nederland gaat het om ongeveer 12 kton afgewerkte bleekaarde per jaar in 2010. De verbrandingswaarde hiervan bedraagt ongeveer 10 MJ/ton.